# اللكمة (يريم)

تعديل مصدري - تعديل

اللكمة محلة تابعة لقرية مرس، التابعة لعزلة رعين بمديرية يريم إحدى مديريات محافظة إب في الجمهورية اليمنية.، بلغ تعداد سكانها 299 حسب تعداد اليمن لعام 2004.